# Санта-Крус-де-Паніагуа
Санта-Крус-де-Паніагуа (ісп. Santa Cruz de Paniagua) — муніципалітет в Іспанії, у складі автономної спільноти Естремадура, у провінції Касерес. Населення — 307 осіб (2010).
Муніципалітет розташований на відстані близько 220 км на захід від Мадрида, 80 км на північ від Касереса.
На території муніципалітету розташовані такі населені пункти: (дані про населення за 2010 рік)
- Ель-Бронко: 38 осіб
- Санта-Крус-де-Паніагуа: 269 осіб

## Демографія
Динаміка населення (INE ):

## Галерея зображень

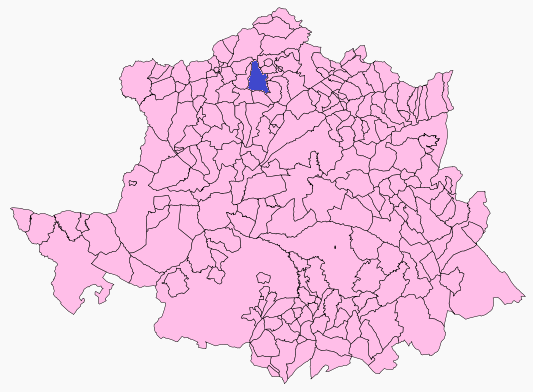
Розташування муніципалітету у провінції Касерес